# Nyomi Banxxx
Nyomi Banxxx (tên khai sinh Amanda Dee, sinh ngày 14 tháng 10 1972) là một nữ diễn viên diễn phim khiêu dâm người Mỹ. Cô sinh tại Chicago, Illinois. Cô đã xuất hiện trong hơn 170 phim khiêu dâm.